# 好逑機構
好逑機構有限公司，簡稱好逑機構（英語：Hor Kew Corporation Limited，SGX：H06），在1979年由胡龍輝、胡群輝等兄弟創立。
該業務在新加坡提供综合建筑相关产品和服务，總部位於66 Sungei Kadut Street 1 Singapore 729367。而旗下公司為「好逑私人有限公司」。
股份在2000年4月14日於新加坡交易所主板上市，在1999年進行招股，招股價為0.2新加坡元，發行股份為153,800,000股，集資額為30,800,000新加坡元。

## 連結
- HorKew.com.sg （页面存档备份，存于）